# Young Oldfield
Young Oldfield è un cortometraggio muto del 1924 diretto da Leo McCarey. Si tratta di una comica con protagonista Charley Chase.
Il film fu distribuito il 22 giugno 1924 dalla Pathé Exchange.

## Trama
Jimmy fantastica sempre sulle corse. Ma ora deve pagare l'ipoteca prima di mezzogiorno altrimenti perderà il suo negozio.

## Produzione
Il film fu prodotto dalla Hal Roach Studios e venne girato dal 9 al 27 marzo 1924.

## Distribuzione
Distribuito dalla Pathé Exchange, il film - un cortometraggio di una bobina - uscì nelle sale cinematografiche USA il 22 giugno 1924.
Copie della pellicola (positivi di 8 mm) si trovano conservate in collezioni private. Il film è stato distribuito in VHS dalla Grapevine Video e, masterizzato, è stato riversato su DVD, messo sul mercato nel 2007 dalla Looser Than Loose Publishing. Il 28 luglio 2009, la All Day Entertainment ha distribuito il DVD Becoming Charley Chase (1915-1926), un'antologia dedicata a Charley Chase di 460 minuti (ISBN 1-55739-587-X) contenente anche Young Oldfield in una versione di dieci minuti.